# Frans Künen
Franciscus Josephus Henricus „Frans” Künen (ur. 17 kwietnia 1930 w Bredzie, zm. 23 listopada 2011 tamże) – holenderski lekkoatleta.
Lekkoatletykę zaczął uprawiać w wieku 20 lat. Reprezentował klub Sprint Breda.
W 1960 wystąpił na igrzyskach olimpijskich w maratonie. Zakończył rywalizację na 36. miejscu z czasem 2:31:25,0.
Dwukrotny mistrz Holandii w biegu na 10000 m z 1959 i 1961 oraz czterokrotny w biegu przełajowym z 1956, 1959, 1960 i 1962.
Dwukrotnie ustanawiał rekord Holandii w biegu na 10 000 m: 27 czerwca 1956 w Rotterdamie uzyskał czas 30:31,0, a 17 października tegoż roku w Brukseli przebiegł ten dystans w czasie 29:47,2. 4 października 1959 w Rotterdamie pobił też rekord kraju w biegu jednogodzinnym. 3 kwietnia 1960 w Haarlem został rekordzistą Holandii w biegu na 10 mil z czasem 51:36,6, a 23 lipca tegoż roku w Eindhoven ustanowił rekord kraju w maratonie wynikiem 2:26:07,8. 30 kwietnia 1960 w Blaricum ustanowił też rekordy na 20 km z czasem 1:19:41,6 i 25 km z czasem 1:03:44,6. W lipcu 1962 zakończył karierę.
Zmarł 23 listopada 2011 w Bredzie.